# Bill Frist
Bill Frist (Nashville, 1952. február 22. –) az Amerikai Egyesült Államok szenátora (Tennessee, 1995–2007).